# Bürgermeister Max II

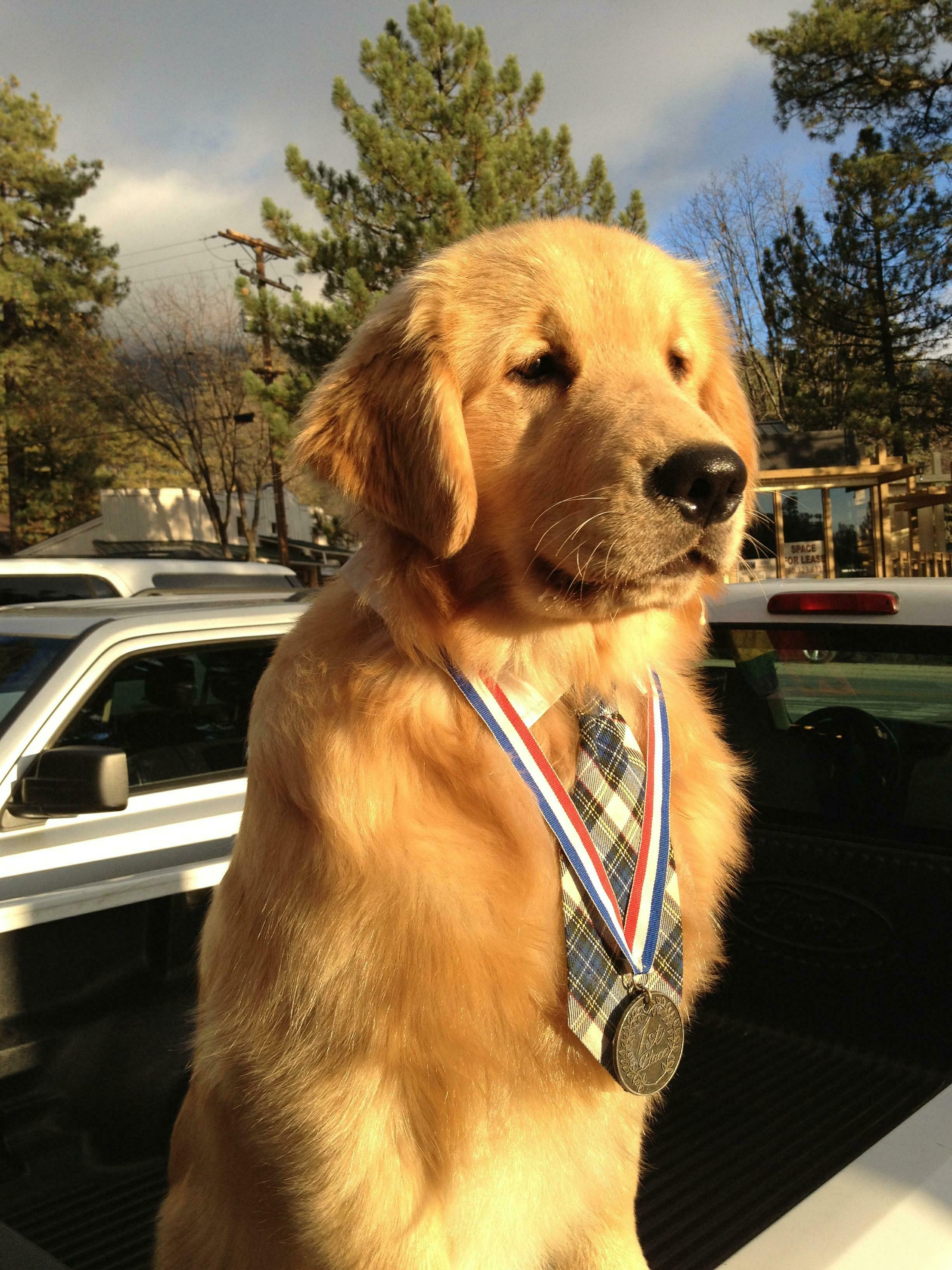
Bürgermeister Max II. in seinem Besuchstruck, 24. November 2013

Maximus Mighty-Dog Mueller II (* 6. Mai 2013; † 30. Juli 2022) war der zweite Bürgermeister von Idyllwild, Kalifornien. Er hatte Vize-Bürgermeister (Cousins), Mitzi und Mikey. Die Kleinstadt ist bekannt dafür, dass sie eine der ersten war, die einen Hund zum Bürgermeister gewählt hat.
Da Idyllwild ein gemeindefreies Gebiet ist, hat es keine eigene Stadtverwaltung. Als im Jahr 2012 eine Spendenaktion stattfand, die von der örtlichen gemeinnützigen Tierrettungsorganisation Idyllwild Animal Rescue Friends (ARF) geplant und durchgeführt wurde, hielten die Einwohner der Stadt eine Wahl ab, bei der Einwohner ihre Hunde und Katzen für die Wahl zum Bürgermeister nominieren konnten. Vierzehn Hunde und zwei Katzen kandidierten, und Max, ein Golden Retriever, wurde zum ersten Bürgermeister. Im Jahr 2013 starb Bürgermeister Max, und Maximus Mighty-Dog Mueller II, ein weiterer Golden Retriever, kam nach Idyllwild, um die restliche Amtszeit zu erledigen. Im März 2014, als sich das Ende von Max’ Amtszeit näherte, warb ARF bei der Stadt um das Interesse, eine weitere Wahl abzuhalten. Die Bürger sprachen sich mit überwältigender Mehrheit für eine Fortsetzung der Amtszeit von Bürgermeister Max aus. Bürgermeister Max II starb am 30. Juli 2022 nach einer Reihe kleiner medizinischer Zwischenfälle.
Zu den Aufgaben des Bürgermeisters gehören Besuche bei Einheimischen und auswärtigen Besuchern, die Teilnahme an Geschäftseröffnungen und anderen Veranstaltungen der Stadt, die Teilnahme an den zwei jährlichen Paraden und die Werbung für Idyllwild. Max’ Berühmtheit hat sich in der ganzen Welt verbreitet. Er ist in Nachrichtensendungen, Talkshows, Werbespots, auf Plakatwänden und in einer Spielshow im Interesse der Stadt aufgetreten.
Bürgermeister Max wird vom County of Riverside, Kalifornien, anerkannt. Er und seine Stellvertreter standen weiterhin im Dienst der Stadt Idyllwild.